# ديفيد براندت
ديفيد براندت (بالإنجليزية: David Brandt)‏ هو مدرب رياضي أمريكي، ولد في 25 سبتمبر 1977 في غراند رابيدز في الولايات المتحدة.

## وصلات خارجية
- ديفيد براندت على موقع مرجع كرة القدم المحترفة.كوم (الإنجليزية)